# Urban Management
 Urban Management beschäftigt sich mit der Entwicklung von städtischen Lebensformen, insbesondere mit der Urbanisierung und Suburbanisierung von Städten und Megastädten. Urban Management entwickelt, fördert und stärkt innovative Praktiken bei der Städtepolitik über die klassische Raum- und Stadtentwicklung hinaus.
Im Vordergrund eines Urban Management steht die wertschöpfungsorientierte Steuerung räumlicher Transformationsprozesse, insbesondere der wirtschaftlichen, sozialen, infrastrukturellen, ökologischen, räumlichen und stadtökonomischen Zusammenhänge, und umfasst:
- Urbane Räume in allen Facetten der gebauten Umwelt im Kontext mit den verschiedenen Akteuren zu erkennen, zu beschreiben,
- Zukünftige Entwicklungen bewusst zu gestalten,
- Anspruchsgruppen zu aktivieren und in die Prozesse und Projekte mit einzubeziehen

Um dies zu erreichen, wird eine Vielfalt von Methoden angewandt (z. B. SWOT-Analysen, Szenariotechnik). Die Resultate lassen sich anschließend in formellen und informellen Instrumenten der Stadtplanung (B-Plan, Integrierte Stadtentwicklungskonzepte etc.) einpflegen und umsetzten. Der Fokus liegt jedoch nicht auf planerischen Inhalten, sondern auf der Wertsteigerung größerer Gebiete. Daher fällt in Stadtentwicklungsprozessen insbesondere den Managementaufgaben eine große Bedeutung zu.
Bei den Vereinten Nationen wurde im Programm der Vereinten Nationen für menschliche Siedlungen (HABITAT) 1986 das „Urban Management Programme (UMP)“ zusammen mit dem Entwicklungsprogramm der Vereinten Nationen (UNDP) gegründet.

## Studienangebot
Urban Management ist eine eigenständige Studienrichtung, beispielsweise an der
- Universität Leipzig – Studiengang Master of Science in Urban Management
- TU Berlin – Studiengang Master of Science in Urban Management (in Englisch)
- Heriot-Watt University Edinburgh – Master of Science Sustainable Urban Management
- Ålborg Universitetscenter – Master Urban Planning & Management
- Hochschule Malmö – Master Sustainable Urban Management
- University of Western Sydney (UWS) – Master Master of Urban Management and Planning
- Universität Zürich (CUREM – Center for Urban & Real Estate Management) –  Weiterbildungsprogramm Urban Management
- Institute for Housing and Urban Development Studies, Erasmus-Universität Rotterdam – Master of Science in Urban Management and Development